# Gossypium sturtianum
Gossypium sturtianum ist eine Pflanzenart aus der Gattung Baumwolle (Gossypium) in der Unterfamilie Malvoideae. Sie stammt aus Australien und wird dort Sturt’s Desert Rose genannt.

## Beschreibung

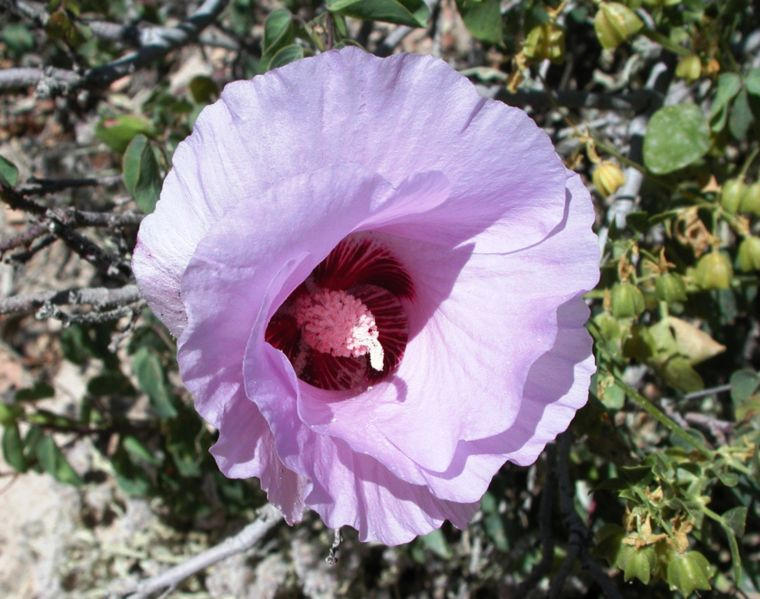
Blüte

### Vegetative Merkmale
In ihrem natürlichen Lebensraum bildet Gossypium sturtianum einen relativ kompakten, etwa 1 Meter hohen Strauch, kann jedoch in Kultur auch Wuchshöhen von über 2 Metern erreichen. Die Laubblätter sind dunkelgrün und in der Regel mit schwarzen Streifen versehen und bei einer Länge von etwa 5 Zentimetern von ovaler Form.

### Generative Merkmale
Die Blütezeit ist nicht streng saisonal, aber zeigt sich besonders im späten Winter. Die Blüten stehen einzeln in den Blattachseln. Die zwittrigen Blüten sind bei einem Durchmesser von bis zu 12 Zentimetern radiärsymmetrisch und fünfzählig. Die fünf lilafarbenen Blütenkronblätter sind etwa 5 Zentimeter lang.
Die Kapselfrucht ist ungefähr 1 Zentimeter lang und enthält viele Samen. Die kleinen Samen sind kurz seidig behaart.
Die Chromosomenzahl beträgt 2n = 26.

### Inhaltsstoffe
Die meisten Pflanzenteile tragen dunklen Drüsen, die wie bei allen Gossypium-Arten die giftige Substanz Gossypol enthalten.

## Ökologie
Die Blüten sind sehr attraktiv für Honigfresser.

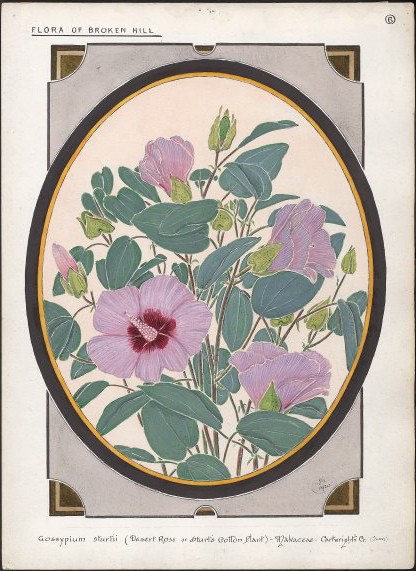
Illustration

## Vorkommen
Gossypium sturtianum ist in den australischen Bundesstaaten im südlichen Northern Territory, westlichen Queensland, westlichen New South Wales und in Teilen des nördlichen Western Australias verbreitet. Sie gedeiht natürlich auf steinigen oder felsigen Hängen oder in trockenen Flussbetten.

## Taxonomie
Das Artepitheton sturtianum ehrt Captain Charles Sturt (1795–1869), welcher Exemplare dieser Art zwischen 1844 und 1845 erstmals in Bachbetten auf der Barrier Range im zentralen Australien sammelte. Die entsprechenden Proben sandte er dem schottischen Botaniker Robert Brown zu, der die Erstbeschreibung dieser Art, als Sturtia gossypioides, im Jahr 1849 veröffentlichte. Im Jahr 1947 wurde die Art durch den australischen Botaniker James Hamlyn Willis als Gossypium sturtianum umkombiniert.
Es sind keine Subtaxa mehr anerkannt.
Innerhalb der Gattung Gossypium gehört Gossypium sturtianum in die Untergattung Sturtia, die 17 Arten in drei Sektionen umfasst, die alle in Australien leben. Schwesterart ist nach genetischen Daten Gossypium robinsonii.

## Nutzung
Dieser trockentolerante Strauch kann erfolgreich in Gebieten mit geringem bis mäßigem Niederschlag kultiviert werden. Die Vermehrung ist sowohl durch Samen als auch Stecklinge möglich. Gossypium sturtianum verträgt leichte Fröste und sie reagiert gut auf ergänzende Bewässerung und moderaten Schnitt.
Die Art wird in der Baumwollzucht verwendet, um erwünschte Eigenschaften durch Introgression in die Kulturbaumwolle Gossypium hirsutum einzukreuzen. So dient sie als Quelle für ein Gen, das Drüsen mit Gossypol in den Blättern, zur Abwehr von Fraßfeinden, hervorbringt, ohne solche Drüsen auch an den Früchten zu erzeugen. Eine weitere erwünschte Eigenschaft, die genutzt werden soll, ist die Resistenz gegen Fusarium-Welke.

Wappen des Northern Territory

## Symbolik
Die Bekanntmachung des Wappens des Northern Territory erfolgte am 11. September 1978 und zeigt folgendes Bild:
„Aus dem Postament, das einen grasbewachsenen Sandhügel umfasst, wächst eine ...Gossypium sturtianum ... die durch das besagte Northern Territory auf Siegel, Bannern, Flaggen, oder anderweitig dem Wappenrecht genügend“ zu tragen ist.